# Ji Suk Jin
Jee Seok-jin (Hangul: 지석진; Jungseon, Gangwon, 10 de febrero de 1966), más conocido como Ji Suk-jin, es un comediante, presentador, actor y personalidad de la televisión surcoreano conocido por haber presentado el como Star Golden Bell y actualmente por participar en el programa Running Man.

## Biografía
Estudió en la Universidad Ajou.
Está casado con Ryu Su-jung, la pareja tiene un hijo, Jee Hyun-woo. En enero del 2017, durante el episodio n° 335 del programa Running Man, Suk-jin renovó sus votos con su esposa.
Es muy buen amigo de sus compañeros de Running Man.

## Carrera
En 1992 debutó como cantante, lanzando su primer single "I Know".
En 2008 se unió como presentador del programa Star Golden Bell, hasta 2010.
En 2010 se unió al elenco principal del exitoso programa de televisión surcoreano Running Man donde aparece hasta ahora. Suk-jin es el miembro más grande del reparto y es conocido como "Big Nose", también por ser crédulo y frecuentemente por ser el primero en ser eliminado de las carreras y las misiones.

## Filmografía

### Programas de televisión
| Año                                  | Programa                                                 | Notas                                 |
| ------------------------------------ | -------------------------------------------------------- | ------------------------------------- |
| 2021 - presente                      | The Oppa of Tteokbokki House                             | miembro                               |
| 2016 - presente                      | Talk Hero                                                | presentador                           |
| 2010 - presente                      | Running Man                                              | 416 episodios - co-presentador        |
| 2022                                 | Omniscient Interfering View (The Manager)                | (ep. #187) - invitado                 |
| 2021                                 | Running Man: The One Having Fun is Above the One Running | miembro                               |
| 2019                                 | Laborhood On Hire                                        | [ 6 ]                                 |
| 2008 - 2010, 2012, 2014, 2017 - 2018 | Happy Together                                           | (ep. 50, 101, 140, 244, 377, 500-554) |
| 2015, 2016                           | Hurry Up, Brother                                        | 2 episodios (#1.05 y #4.05)           |
| 2012, 2014, 2016                     | Infinite Challenge                                       | 5 episodios (#304, #379, #466-468)    |
| 2015                                 | Same Bed, Different Dreams                               | presentador                           |
| 2012                                 | Survival King                                            | presentador                           |
| 2011                                 | Death Camp 24 Hours                                      | presentador                           |
| 2008 - 2010                          | Star Golden Bell                                         | presentador                           |
| 2008                                 | Cider                                                    | presentador                           |
| 2007 - 2008                          | High-Five                                                | presentador                           |
| 2007                                 | Truth Game                                               | presentador                           |
| 2004 - 2006                          | Heroine 6                                                | presentador                           |

### Radio
| Año             | Programa                    | Notas       |
| --------------- | --------------------------- | ----------- |
| 2016 - presente | Ji Suk Jin's 2 O'Clock Date | presentador |

### Series de televisión
| Año  | Título                   | Personaje | Notas  |
| ---- | ------------------------ | --------- | ------ |
| 2016 | Entourage                | -         | -      |
| 2015 | The Girl Who Sees Smells | -         | ep. #1 |

### Anuncios publicitarios
| Año  | Anuncio      | Notas                                                     |
| ---- | ------------ | --------------------------------------------------------- |
| 2015 | Game of Dice | junto al elenco de Running Man - apareció en los anuncios |

## Premios y nominaciones
| Año  | Categoría                                              | Premio                       | Programa              | Resultado |
| ---- | ------------------------------------------------------ | ---------------------------- | --------------------- | --------- |
| 2021 | SBS Honorary Employee Award                            | SBS Entertainment Award      | Running Man           | Ganó      |
| 2021 | Variety Star of the Year                               | SBS Entertainment Award      | -                     | Ganó      |
| 2018 | Best Teamwork                                          | 12th SBS Entertainment Award | Elenco de Running Man | Ganó      |
| 2017 | Top Excellence Award                                   | SBS Entertainment Award      | Running Man           | Ganó      |
| 2015 | Excellence Award - Variety Show                        | 9th SBS Entertainment Award  | Running Man           | Ganó      |
| 2013 | Viewer's Most Popular (junto al elenco de Running Man) | 7th SBS Entertainment Award  | Running Man           | Ganaron   |
| 2013 | Best Couple (junto a Lee Kwang-soo)                    | 7th SBS Entertainment Award  | Running Man           | Nominados |
| 2012 | Outstanding Award: Variety Category                    | 6th SBS Entertainment Award  | Running Man           | Ganó      |